# Inspectorul Brannigan
Inspectorul Brannigan (titlul original: în engleză Brannigan) este un film polițist britanic, realizat în 1975 de regizorul Douglas Hickox, protagoniști fiind actorii John Wayne, Richard Attenborough, Judy Geeson și Mel Ferrer.

## Rezumat
Locotenentul James Brannigan este un polițist dur din Chicago care este trimis la Londra de superiorii săi pentru a‑l aduce pe criminalul evadat Ben Larkin înapoi în Statele Unite. Dar Larkin este răpit înainte ca ofițerii de la Scotland Yard să-l poată aresta. Avocatul său, Mel Fields, contactează poliția cu o cerere de răscumpărare⁠(d). Polițiștii organizează predarea, dar sunt înșelați printr-o tactică de diversiune. În timp ce Brannigan ia parte la anchetă, împotriva lui sunt făcute mai multe tentative de asasinat. Larkin a angajat un asasin pentru a-și viza urmăritorul de multă vreme. Între timp, poliția primește un alt bilet de răscumpărare cu un deget a lui Larkin. 
De data aceasta, Fields, care ar trebui să predea din nou banii de răscumpărare, refuză să permită poliției să intervină. El scoate dispozitivul de urmărire de pe mașina sa. Îl întâlnește pe Larkin și pe răpitorii săi pe terenul unei fabrici vechi. Răpitorii au fost angajați de el. După ce i-a plătit, îi împușcă și sărbătorește cu Larkin, cu care a pus la cale acest plan. Abia atunci găsesc al doilea dispozitiv de urmărire, care era printre banii de răscumpărare. Poliția și Brannigan sosesc și îi arestează pe Larkin și Fields. Când ofițerii pleacă și doar Brannigan și șoferița lui sunt la fața locului, asasinul care îl urmărea pe Brannigan iese de sub acoperire. Brannigan se dovedește a fi mai bun trăgător și omoară pe atacator.

## Distribuție
- John Wayne – locotenent James „Jim” Brannigan
- Richard Attenborough – Commandor Sir Charles Swann, Bart.[3]
- Judy Geeson – sergent-detectiv Jennifer Thatcher
- Mel Ferrer – Mel Fields
- John Vernon – Ben Larkin
- Daniel Pilon – Gorman
- Ralph Meeker – căpitanul de poliție american Moretti
- Lesley-Anne Down – Luana
- Barry Dennen – Julian
- John Stride –inspectorul-detectiv Michael Traven
- James Booth – Charlie-the-Handle
- Arthur Batanides – Angell
- Pauline Delaney – Mrs. Cooper
- Kathryn Leigh Scott – Miss Allen
- Del Henney – Drexel
- Brian Glover – Jimmy-the-Bet
- Don Henderson – Geef
- Tony Robinson – curierul motociclist
- Anthony Booth – Freddy

## Lansare
Filmul Inspectorul Brannigan a avut premiera în Chicago, Illinois pe data de 21 martie 1975.
În România premiera filmului a avut loc la data de 2 februarie 1976 la cinematografele „Patria” și „București” din capitală.